# Callianthemum
Callianthemum es un género de plantas con flores con 24 especies perteneciente a la familia Ranunculaceae. Se distribuyen por el Eurasia.
Es una planta herbácea perenne con rizoma. Tallos ramificados o sin ramas.  Las hojas son basales o caulinas. Las inflorescencias terminales en tallos o ramas. Las flores son hermafroditas, terminales, actinomorfas con 5 sépalos y 5-13 pétalos con numerosos estambres. Los frutos son aquenios.

## Especies
Callianthemum acaule

Callianthemum alatavicum

Callianthemum anemonoides

Callianthemum angustifolium

Callianthemum berardi

Callianthemum bipinnatum

Callianthemum cachemirianum

Callianthemum cashmirianum

Callianthemum coriandrifolium

Callianthemum endlicheri

Callianthemum farreri

Callianthemum hondoense

Callianthemum insigne

Callianthemum isopyroides

Callianthemum kernerianum

Callianthemum miyabeanum

Callianthemum pimpinelloides

Callianthemum rutifolium

Callianthemum sachalinense

Callianthemum sajanense

Callianthemum semiverticillatum

Callianthemum taipaicum

Callianthemum tibeticum